# Обчислювач (професія)

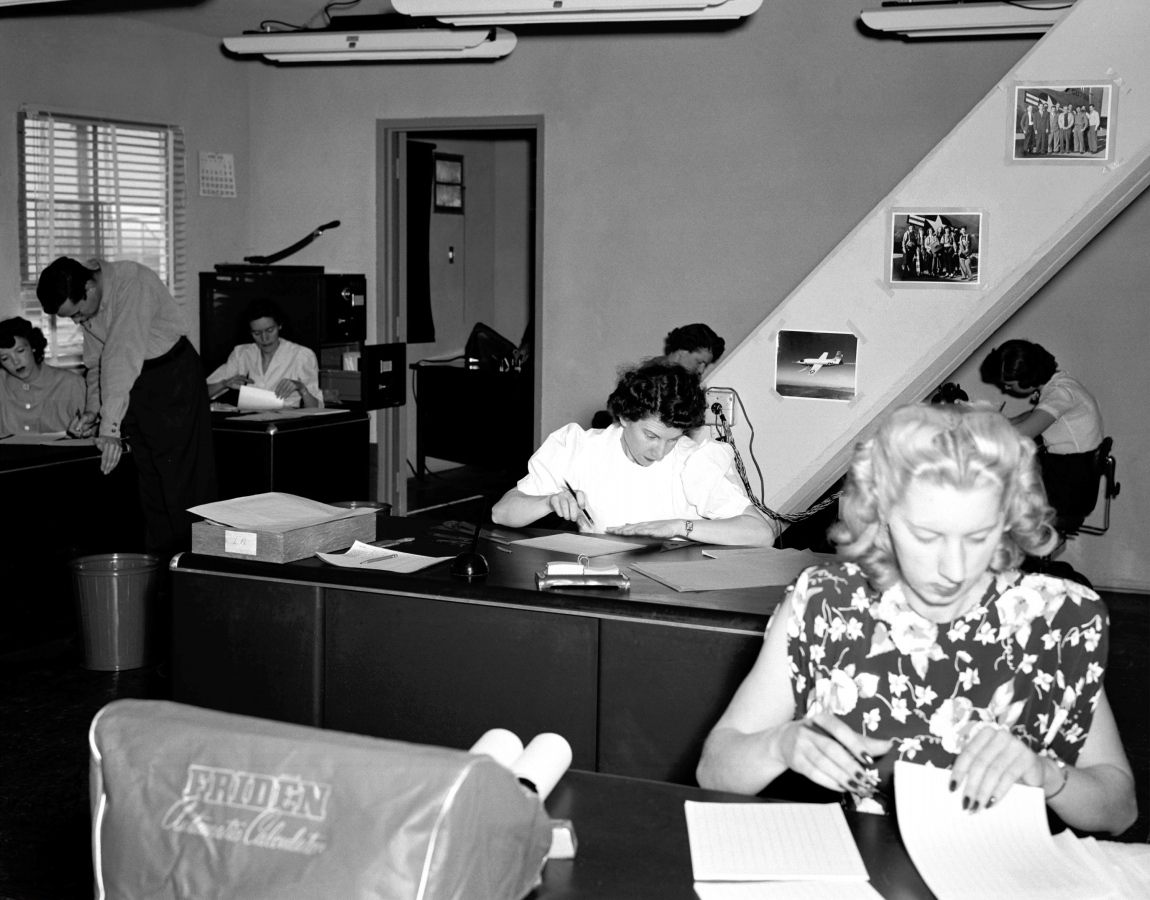
Високошвидкісна льотна станція NACA «Комп'ютерна кімната» (1949)

Обчи́слювач або обчи́слювальник — працівник, який обробляє числові дані.
Термін " комп'ютер ", що використовується з початку XVII століття (перші відомі письмові посилання датуються 1613 року) означав "той, хто здійснює обчислення ": людина, яка виконує математичні обчислення, до того, як електронні комп'ютери стали комерційно доступними. «Людина- комп'ютер (обчислювач) повинна дотримуватися фіксованих правил; вона не має повноважень самостійно відхилятися від них». Команди людей часто використовувались для проведення довгих, клопітливих і часто виснажливих розрахунків; робота була розділена, щоб це можна було зробити паралельно. Часто одні й ті ж розрахунки проводилися автономно окремими групами, щоб перевірити правильність результатів.
З кінця XX століття термін «обчислювач» також застосовується до людей зі значними здібностями до ментальної арифметики, також відомих як розумові калькулятори.

## Витоки професії
Астрономи в епоху Відродження вживали цей термін так само часто, як вони називали себе «математиками» для своєї основної роботи з обчислення положень планет. Вони часто наймали обчислювачів як асистентів.
Обчислення стали більш організованими, коли француз Алексі Клод Клеро (1713—1765) розподілив обчислення для визначення часу повернення Комети Галлея з двома колегами, Джозефом Лаландом і Ніколь-Рейн Лепот. Обчислювачі розраховували та прогнозували майбутні рухи астрономічних об'єктів для створення небесних таблиць для альманахів наприкінці 1760-х років.

## До ХХ століття
Жінки все частіше залучалися до обчислень після 1865 року. Приватні компанії наймали їх для обчислень та управління офісними працівниками.
У 1870-х роках Сигнальний корпус США створив новий спосіб організації обчислень відстеження погодних ситуацій, який ґрунтувалося на попередній роботі ВМС США та метеорологічному проекті Смітсона . Кожен окремий обчислювач відповідав лише за частину даних.
.

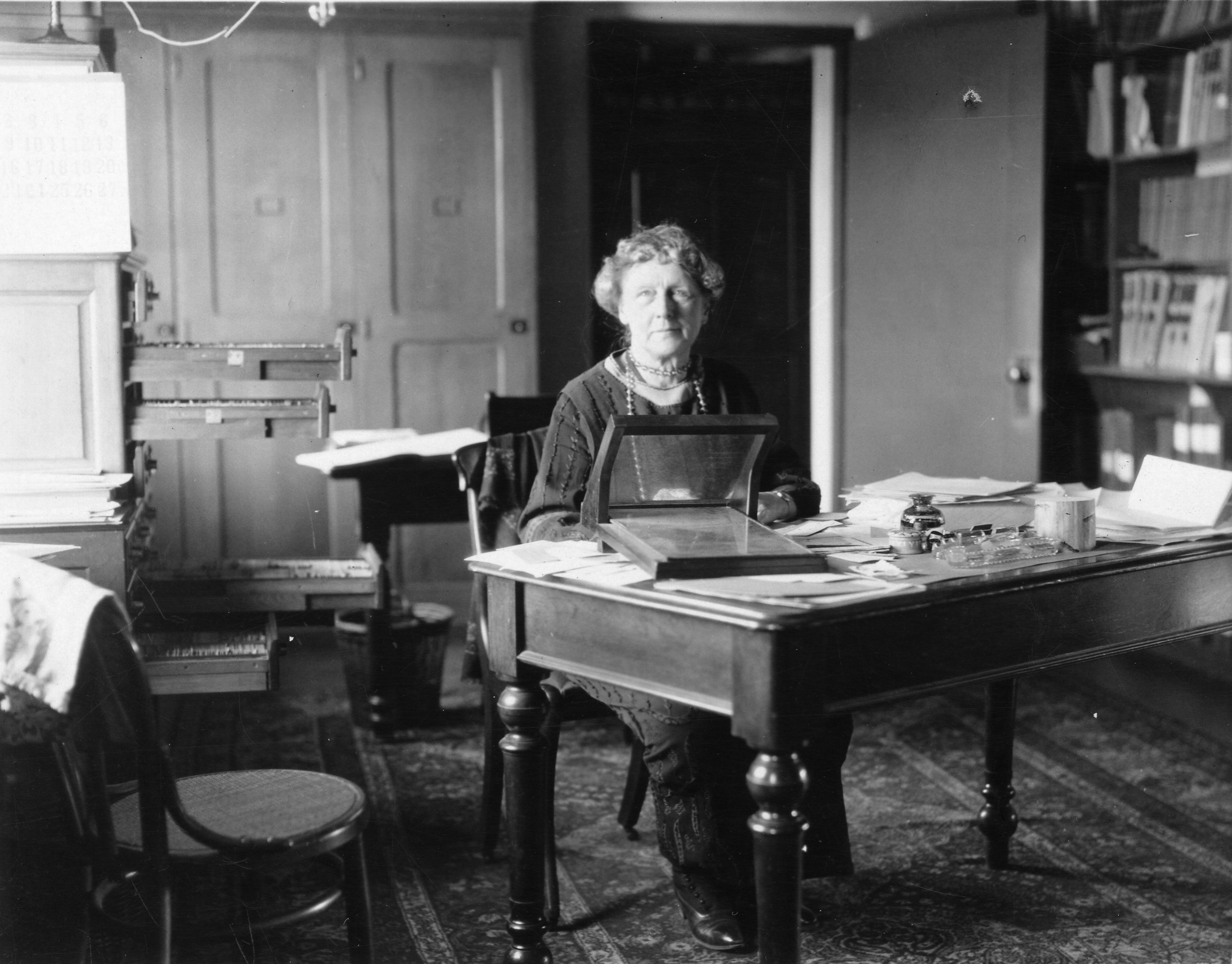
Енні Джамп Кеннон працює в Гарварді

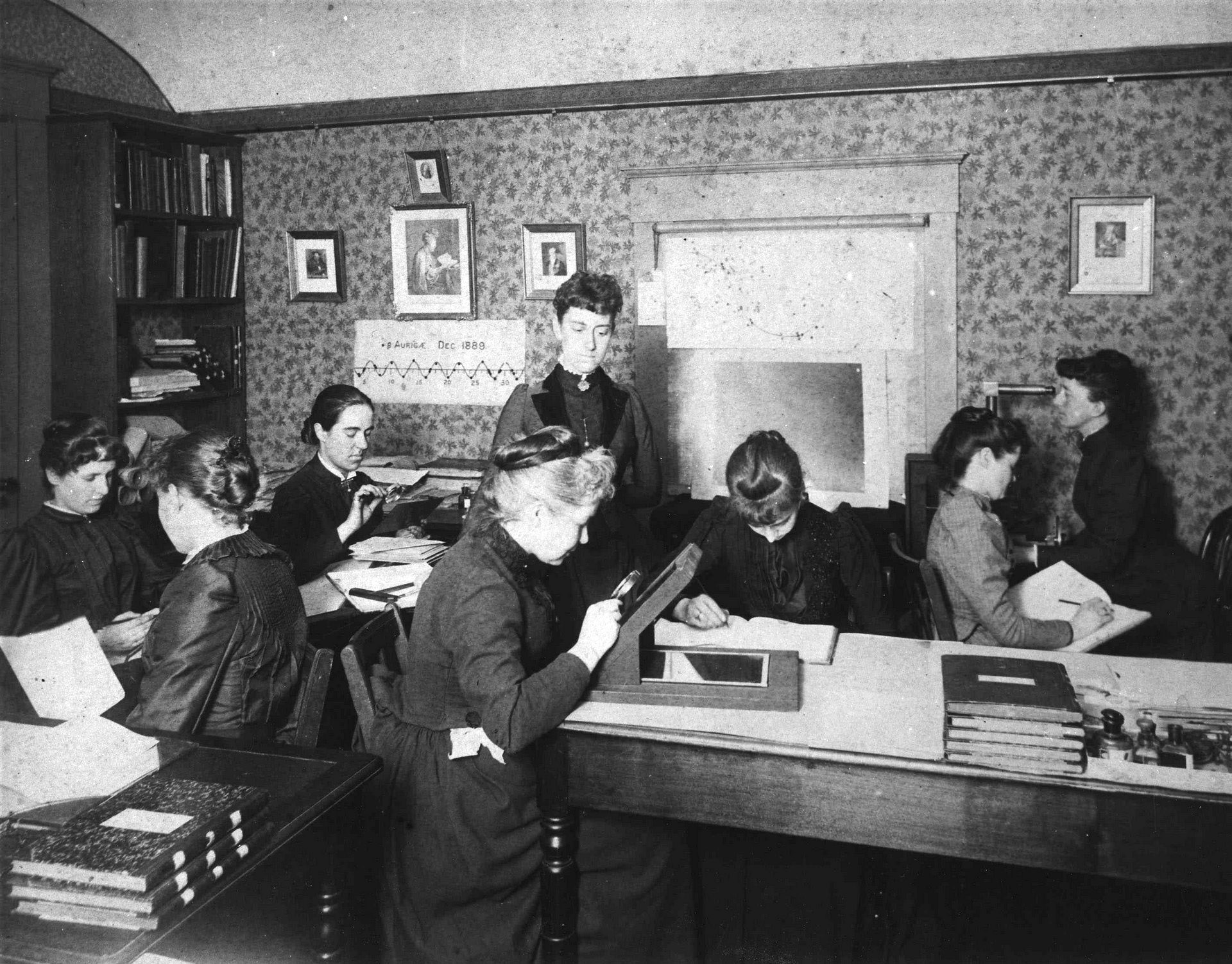
Гарвардські обчислювачки астронома Едварда Чарльза Пікерінга

Під керівництвом Едварда Чарлза Пікерінга група жінок аналізували астрономічні дані в обсерваторії Гарвардського коледжу. Гарвард був першим університетом, який найняв жінок на цей вид роботи. Ця група увійшла в історію як Гарвардські обчислювачки, хоча була відома й зневажливо-глузлива назва «гарем Піккерінга». За допомогою фотопластин команда жінок-обчислювачок вивчала рух, температуру зірок і відстань між ними. Класифікацією, розробленою однією з учасниць групи Енні Джамп Кеннон використовують донині. Її колега Генрієтта Лівітт розробила спосіб вимірювання космічних відстаней з опорою на циклічні пертурбації змінних зірок. Вважається, що Пікерінг найняв жінок, оскільки при тому ж об'ємі і якості жіноча праця оцінюється дешевше, при тому, що жінки краще пристосовані до кропіткої роботи. Працювали «Гарвардські обчислювачі» шість днів в тиждень, їм платили 25 центів на годину.
Серед жінок, які складали цю групу, були Вільяміна Флемінг, Енні Джамп Кеннон, Генрієтта Свон Лівітт, Флоренція Кушман та Антонія Каетана Морі.
Обчислювачів використовували для прогнозування наслідків побудови Афслютдейка в Зейдерзе. Математичне моделювання було здійснено Гендріком Лоренцем.